# مالزیایی‌های هندی‌تبار در پنانگ
مالزیایی‌های هندی‌تبار در پنانگ که هم چنین به عنوان چولیاس شناخته می‌شوند، هندی تبارهای مالزی هستند که از همان ابتدا در ایالت پنانگ، مالزی زندگی می‌کنند. بیشتر آنها از نسل افرادی هستند که در زمان مالایای بریتانیا از هند مهاجرت نمودند. هر چند، منابع تاریخی مشخص می‌کند که هندی‌ها در زمان دودمان چولا وارد پنانگ شدند. هندی‌های شهروند پنانگ درصد بزرگی از جامعه متخصص مشغول به فعالیت در مشاغلی همچون تجارت، مشاغل حقوقی و قانون مدنی و پزشکی وهم چنین امور مربوط به سیاستمداری را تشکیل می‌دهند، این مطلب با انتصاب دکتر راماسامی به عنوان معاون وزیر اعظم پنانگ مشخص می‌گردد. این انتصاب باعث شد که وی اولین مالزیایی هندی الاصل باشد که پست معاون وزیر اعظم را در ایالتی از مالزی را بر عهده گرفت. علاوه بر این، اولین مدرسه به زبان بومی تامیلی در مالزی، در پنانگ تأسیس گردید.